# Tri chotáre (Slanské vrchy)
Tri chotáre (1025 m n. m.) je třetí nejvyšší vrchol Slanských vrchů a zároveň poslední tisícový vrchol pohoří. Nachází se v podcelku Šimonka. Vrchol je zalesněný, bez vyhlídkových míst. Vrcholem prochází dálková turistická cesta E3, která vede po celém hřebeni Slanských vrchů od severu k jihu. Přístup na vrchol od severu přes Javornickou polanu (960 m n. m.), nebo od jihu z Hanušovského sedla 835 (m n. m.).